# Kepler-9 d
Kepler-9 d — одна из трёх экзопланет в системе Kepler-9, открытой телескопом Кеплер. Её орбитальный период составляет 1,59 суток, а радиус — 1,64 радиуса Земли. Kepler-9 d является самой близкой к звезде планетой в системе и, следовательно, самой горячей.
Предполагается, что планета является суперземлёй, хотя её масса пока неизвестна.
При обнаружении планет Kepler-9 b и Kepler-9 c было сделано предположение, что вокруг звезды вращается ещё одна планета. Kepler-9 d была подтверждена в результате серии наблюдений за системой, которые были выполнены с помощью высокоточного спектрографа «HIRES», установленного на 10-метровом телескопе обсерватории Кека на Гавайях. Были исключены все возможные ложные случаи, которые имитировали бы транзиты планеты. Подтверждение было опубликовано в «Astrophysical Journal» 1 января 2011 года.